# NGC 7609
NGC 7609 (również PGC 71076 lub HCG 95A) – galaktyka eliptyczna (E-S0), znajdująca się w gwiazdozbiorze Pegaza. Odkrył ją Albert Marth 5 października 1864. Należy do zwartej grupy galaktyk skatalogowanej jako Arp 150 lub Hickson 95 (HCG 95).
W galaktyce tej zaobserwowano supernową SN 1973M.